# Erebia pawlowskii
Espèce
Erebia pawlowskii est une espèce de papillons de la famille des Nymphalidae, de la sous-famille des Satyrinae et du genre Erebia.

## Dénomination
Erebia pawlowskii a été nommé par Édouard Ménétries en 1859.
Erebia pawlowskii a été considéré d'abord comme une sous-espèce de Erebia maurisius, Erebia maurisius pawlowskii.

### Nom vernaculaire
Il se nomme en anglais Yellow-dotted Alpine.

### Sous-espèces
- Erebia pawlowskii sajana Staudinger, 1894[1].

## Description
Erebia pawlowskii est un papillon marron foncé de taille moyenne, d'une envergure de 32 à 46 mm. Sur le dessus il est orné d'une bande submarginale de barres orange fusionnées en une bande orange. Le dessous est orné de la même bande aux antérieures, d'une bande crème aux postérieures.

## Biologie

### Période de vol et hivernation
Il vole en une génération en juin et juillet en Russie, en juillet et août au Canada,.
Son cycle s'étend sur deux années et comporte deux hivernations, la première par des chenilles au premier stade et la seconde par des chenilles matures,.

### Plantes hôtes
Les plantes hôtes de ses chenilles sont en Amérique du Nord des Carex.

## Écologie et distribution
Il est présent en Asie en Mongolie et en Yakoutie et en Amérique du Nord, en Alaska, au Canada dans le Yukon et le nord de la Colombie-Britannique et du Manitoba, aux USA dans les montagnes du Montana, du Wyoming et du Colorado,.

### Biotope
Il réside dans les prés, les tourbières et la toundra humide

### Protection
Pas de statut de protection particulier.